# پرندگان خشمگین فضایی
پرندگان خشمگین فضایی یک بازی معمایی و چهارمین بازی از مجموعه بازی پرندگان خشمگین است که در ۲۲ مارس ۲۰۱۲ توسط شرکت راویو اینترتاینمنت منتشر شده‌است.